# Răculești
Răculești es una comuna y pueblo de la República de Moldavia ubicada en el distrito de Criuleni.
En 2004 la comuna tiene una población de 1841 habitantes, la casi totalidad de los cuales son étnicamente moldavos-rumanos. La comuna comprende los siguientes pueblos:
- Răculeşti (pueblo), 1109 habitantes;
- Bălăşeşti, 732 habitantes.

Se ubica unos 10 km al noroeste de Criuleni, en el límite con el distrito de Dubăsari.